# اپرا سریا

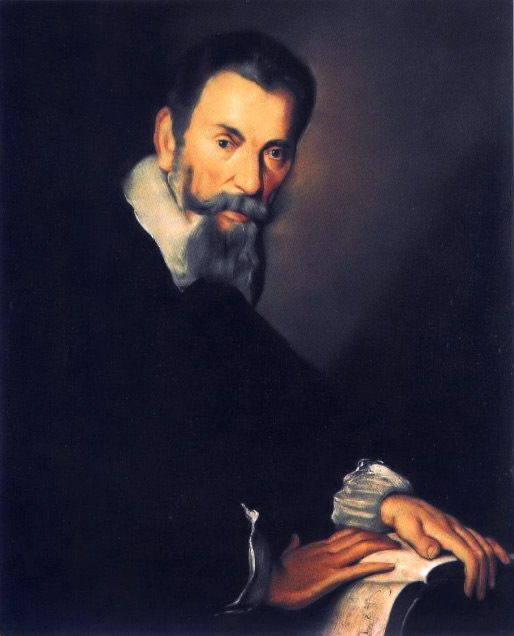
اپرا سریا

اپرا سریا تلفظ ایتالیایی: [ˈɔːpera ˈsɛːrja]داستان جدی و کاملاً منطقی دارد. و سبکی از اپرای ایتالیایی بود که در قرن هجدهم بر اروپا چیرگی داشت. و داستان آن افسانه‌های قدیمی یا زندگی پادشاهان، اساطیر و قهرمانان روم، یونان، ایران یا شرق دور و جنگ‌های آنان است. ویوالدی بزرگ تمام اپراهای خود را به فرم سریا ساخت. اپرای «هرکول بر رود ترمودونته» اثر ویوالدی و اپرای دون کارلوس اثر جوزپه وردی نیز مثال دیگری برای غالب اپرا سریا است.
اپرا سریا برخلاف اپرا بوفا که حالت طنز دارد و به کمدیا دلارته نزدیک است بیشتر حالت جدی و داستانی دارد. اپرا سریا تنها در ایتالیا ساخته نمی‌شد بلکه در اسپانیا، آلمان، استرالیا، انگلیس نیز ساخته میشد.